# 于蔭霖
于蔭霖（1838年—1904年），字次棠，號樾亭，清朝政治人物。先祖為文登縣人，明初徙居濰縣東鄉（今山東省濰坊市寒亭區朱里街道小東莊村），乾隆五十年（1785年）祖父于龍川攜眷前往伯都訥城（今吉林省松原市寧江區伯都訥街道）落戶。

## 生平
于荫霖是咸丰九年（1859年）己未科二甲第三十二名进士。选翰林院庶吉士，同治元年（1862年）散馆授编修，光绪六年（1880年）任左春坊左中允，八年（1882年）任湖北荆宜施道，十一年（1885年）任广东按察使，十二年（1886年）任云南布政使，丁母忧未到任，十六年（1890年）服阕后起为台湾布政使，同年任安徽布政使，二十一年（1895年）任云南布政使，二十五年（1899年）任湖北巡抚，二十六年（1900年）任河南巡抚，二十七年（1901年）任湖北巡抚，同年任广西巡抚，未到任被罢职，寓居南阳县，三十年（1904年）卒。

## 事跡
光绪四年（1878年）六月，清朝廷派遣崇厚前往沙俄交涉索还西域新疆伊犁。崇厚迫于沙俄压力，五年（1879年）十月二日擅自与沙俄签订丧权辱国的《里瓦几亚条约》，使沙俄取得政治经济、赔款及割让领土的权益。为保卫国土，保护民族利益，于荫霖“不畏强御”，与黄体芳、宝廷、张之洞、张佩纶等联名上奏，列述崇厚的卖国行径，要求严处。清朝廷迫于大臣及人民的压力，宣布不承认《里瓦几亚条约》，将崇厚革职问罪。
光绪八年（1882年），秋雨连绵河水暴涨，荆宜施道两岸农田大部分受淹。于荫霖一面组织开仓放粮救济灾民，一面组织农民“疏支流，泄积潦”，筑堤治河。
于荫霖重视治学，创办荆州书院，聘知名学者任山长（书院院长），培育出众多英才。
于荫霖为官清廉，鄙视贪占。一商人偷漏关税事露，以重金贿赂他求免。他秉公拒贿，责令其补足税款。任湖北巡抚期间，对贪官污吏深恶痛绝，查出贪吏均予严惩，曾“劾酷吏三十余人”。

## 延伸阅读
[在维基数据编辑]
 《清史稿/卷448》，出自趙爾巽《清史稿》

## 外部連結
- 于蔭霖 （页面存档备份，存于） 中研院史語所

| 官衔          | 官衔                   | 官衔          |
| ------------- | ---------------------- | ------------- |
| 前任： 蒯德標 | 台灣布政使 1890年      | 繼任： 沈應奎 |
| 前任： 曾鉌   | 湖北巡撫 1899年-1900年 | 繼任： 裕長   |
| 前任： 裕長   | 河南巡撫 1900年-1901年 | 繼任： 松壽   |
| 前任： 聶緝槼 | 湖北巡撫 1901年        | 繼任： 錫良   |
| 前任： 黃槐森 | 廣西巡撫 1901年        | 繼任： 李經羲 |